# Caracol Televisión
Caracol Televisión, thường được gọi là Caracol, là một mạng lưới truyền hình miễn phí của Colombia, thuộc sở hữu của công ty Grupo Valorem.

## Lịch sử
Caracol Televisión, như được biết đến ngày hôm nay, bắt đầu hình thành vào năm 1954, khi Tổ chức Radiodifusora Caracol cung cấp cho Đài truyền hình quốc gia (sau này biến thành Inravisión, ngày nay là Hệ thống truyền thông công cộng RTVC) một công thức để duy trì hoạt động của nó bằng cách nhượng bộ không gian lập trình nhất định để khai thác thương mại. Vào thời điểm đó, các giám đốc điều hành Fernando Londoño Henao, Cayetano Betancur, Carlos Sanz de Santamaria, Pedro Navias và Germán Montoya, bắt đầu nâng cao khả năng thành lập đài truyền hình đầu tiên, được biết đến ở Colombia với tư cách là một lập trình viên. Một năm sau, vào năm 1955, ý tưởng này đã được chấp nhận và nó đã được quyết định chia sẻ các quyền với National Broadcaster, đó là cách TVC (Televisión Com Commerce Limitada) ra đời.
Năm 1967, Viện Phát thanh và Truyền hình Quốc gia, Inravisión, được trao bằng phương tiện đấu thầu cho lập trình viên lúc đó, 45 giờ lập trình một tuần.
Vào tháng 9 năm 1969, lập trình viên TVC đã được chuyển đổi thành Caracol Televisión S.A., với mục tiêu chính là tiếp thị và sản xuất các chương trình truyền hình.
Năm 1972, Campeas de la Risa ra đời, sau này được gọi là Sábados Felices, một chương trình hài hước do Alfonso Lizarazo đạo diễn cho đến cuối những năm 90, và vẫn còn tiếp tục trên không.
Năm 1987, Tập đoàn Santo Domingo, (ngày nay là Valórem), đã giành được quyền kiểm soát cổ phần và bắt đầu hiện đại hóa công nghệ và hành chính.
Trong cuộc đấu thầu trao giải thưởng cho các điểm truyền hình từ năm 1992 đến 1997, công ty đã trở thành một trong những công ty lớn nhất, hoạt động tại Cadena Uno, nay là Canal Uno.
Để xây dựng một đạo luật mới cho phép nhượng bộ các nhà khai thác dịch vụ truyền hình tư nhân, vào ngày 24 tháng 11 năm 1997, Caracol Televisión đã nhận được một trong hai giải thưởng là "kênh hoạt động tư nhân quốc gia" trong 10 năm của Cơ quan Truyền hình Quốc gia. (ANTV), giấy phép khác được giao cho RCN Televisión. Dưới sự chủ trì của Mábel García de Ángel, một kế hoạch mở rộng đã được thực hiện, để đảm bảo rằng cơ sở hạ tầng phục vụ cho việc lập trình mười giờ rưỡi hàng tuần, sẽ đạt được khả năng sản xuất và có 18 giờ một ngày lập trình chung lên sóng vào tháng 7 năm 1998.
Kênh bắt đầu phát sóng dưới dạng một kênh độc lập vào ngày 10 tháng 6 năm 1998, với việc phát sóng trực tiếp lễ khai mạc World Cup bóng đá ở Pháp và các sản phẩm của nó khi trước đây là một lập trình viên. Vào ngày 10 tháng 7 cùng năm, chương trình phát sóng thường xuyên bắt đầu. Tín hiệu ban đầu được nhìn thấy ở Bogotá, Medellín, Pereira, Manizales, Armenia và Cali; sau đó nó đã đạt đến nhiều nơi hơn trong nước.
Năm 2000, thỏa thuận được củng cố với TEPUY, một công ty tiếp thị truyền hình quốc tế và năm 2001, một liên minh sản xuất ngắn đã được thực hiện với Walt Disney International thông qua nhãn hiệu Buena Vista International, kết quả là em gái của telenovela La. Trong cùng năm đó, Caracol đã niêm phong một liên minh nội dung với RTI Televisión và Telemundo.
Caracol Radio, trở thành một phần của Tập đoàn PRISA của Tây Ban Nha, vào năm 2003, mà nó đã không còn liên kết chính thức và thương mại với Caracol Televisión.
Năm 2007, việc xây dựng trụ sở mới của mình tại khu vực La Floresta ở thị trấn Suba, phía tây bắc của Bogotá, với chi phí ước tính 30 triệu đô la, đã được hoàn thành. Caracol Televisión có quyền phát sóng các trận đấu của Đội tuyển quốc gia Colombia, được thực hiện dưới tên Gol Caracol từ năm 1992.
Năm 2008, Caracol Televisión và các công ty con Caracol TV América Corp và Caracol Televisión Inc., đã thành lập một trong năm công ty sản xuất và phân phối lớn nhất ở Mỹ Latinh, với sự hiện diện tại hơn 50 quốc gia trên toàn thế giới. Vào tháng 2 năm 2009, một kênh truyền hình cáp mới có tên Novelas Caracol đã bắt đầu phát sóng, trong đó một số bộ phim truyền hình cổ điển và các vở kịch xà phòng hiện tại khác được phát mà người xem không thể nhìn thấy do năm truyền hoặc lịch trình của nó. Kênh này có sẵn cho thuê bao của một số nhà khai thác cáp.
Vào tháng 8 năm 2011, Caracol đã ký một thỏa thuận với kênh Arirang TV, được điều hành bởi Tổ chức Phát thanh Quốc tế Hàn Quốc, cho phép hai mạng đưa tin tức, thể thao và các chủ đề khác được quan tâm.. Tương tự như vậy, họ sẽ trao đổi văn hóa, nghệ thuật, khoa học, thể thao, tin tức và các khía cạnh khác khi họ yêu cầu, trong khi họ sẽ tham gia để hợp tác sản xuất các chương trình truyền hình. Với việc bổ nhiệm nhà báo đáng chú ý Juan Roberto Vargas làm giám đốc tin tức của kênh, liên minh với công ty con của đài phát thanh, Blu Radio, bắt đầu giải quyết các vấn đề về pin, nơi mọi người bắt đầu nói về Tổng thống Juan Manuel Santos, do đó thực hiện cam kết có được từ phía của nhóm giao tiếp này, để Caracol có thể thông báo về các cuộc đối thoại hòa bình với các nhóm khủng bố đã tham gia vào cuộc chiến của đất nước trong hơn năm mươi năm. Các chủ sở hữu đã định vị Caracol là tập đoàn kinh tế nghe nhìn có lợi nhuận cao nhất ở nước này và là một trong những tập đoàn lớn nhất ở Mỹ Latinh. Sự tăng trưởng tuyệt vời này cho phép vào ngày 17 tháng 4 năm 2014, Caracol quyết định tạm dừng tín hiệu HD được truyền bởi các nhà khai thác truyền hình thuê bao chính ở Colombia, mặc dù nó đã cho phép nó được phát lại trong World Cup bóng đá Brazil 2014 vào ngày 20 tháng 5 năm 2014, bắt đầu một kênh HD mới trên DTT Caracol HD 2; tín hiệu được phát qua TDT 2.
Vào ngày 12 tháng 6 năm 2015, Caracol Televisión, Caracol TV América Corp và Caracol Televisión Inc, đã ra mắt một gia đình mới có tên Caracol TV Medios với danh mục các kênh truyền hình và đài phát thanh ở Colombia và một phần của năm Mỹ là nhà sản xuất lớn nhất và các nhà phân phối ở Mỹ Latinh.
Vào tháng 8 năm 2016, hai năm sau khi rút tín hiệu HD từ các nhà khai thác truyền hình thuê bao ở Colombia, tín hiệu này được thống nhất và phát ở dạng SD và HD với tỷ lệ khung hình 16: 9.
Vào ngày 14 tháng 9 năm 2016, La Kalle phát sóng trên HD 1080i60 bắt đầu, đồng thời truyền chương trình của đài.
Vào ngày 30 tháng 3 năm 2017, 3 năm sau khi rút tín hiệu HD ở hầu hết các nhà khai thác cáp trong nước, nó đã được truyền lại một lần nữa sau phán quyết của Tòa án Tối cao Bogotá và SIC, làm tăng phạm vi phủ sóng cho cả nước.
Sau nhiều năm vắng bóng, mạng này có kế hoạch đưa Thế vận hội Olympic trở lại truyền hình Colombia bắt đầu từ Tokyo 2020.

## Mạng vô tuyến
Vào tháng 7 năm 2012, Caracol TV đã thuê HJMD từ Cadena Melodía. Nhà ga sẽ trở thành lá cờ đầu của mạng Bluradio. Dịch vụ thứ hai, đài âm nhạc La Kalle, sẽ bắt đầu vào năm 2016.

## Nhưng kênh truyên hinh
- Caracol TV - kênh truyền hình chính
- Caracol Internacional - kênh quốc tế
- Novelas Caracol - kênh truyền hình dài tập
- Canal Época - kênh truyền hình cổ điển
- Caracol HD2 - kênh độ nét cao mô phỏng các chương trình truyền hình từ Caracol TV
- La Kalle HD - kênh âm nhạc

## Đài phát thanh
- Bluradio - đài FM tổng hợp
- La Kalle - đài phát thanh âm nhạc

## Liên kết
- Website chính thức (tiếng Tây Ban Nha)